# Meridià 132 a l'est
El meridià 132 a l'est de Greenwich és una línia de longitud que s'estén des del pol Nord travessant l'oceà Àrtic, Àsia, l'oceà Índic, l'oceà Antàrtic, Austràlia i l'Antàrtida fins al pol Sud.
El meridià 132 a l'est forma un cercle màxim amb el meridià 48 a l'oest. Com tots els altres meridians, la seva longitud correspon a una semicircumferència terrestre, uns 20.003,932 km. Al nivell de l'Equador, és a una distància del meridià de Greenwich de 14.694 km.

## De Pol a Pol
Començant en el pol Nord i dirigint-se cap al pol Sud, aquest meridià travessa:
| Coordenades                               | País, territori o mar        | Notes |
| ----------------------------------------- | ---------------------------- | --- |
| 90° 0′ N, 132° 0′ E / 90.000°N,132.000°E  | Oceà Àrtic                   | |
| 77° 0′ N, 132° 0′ E / 77.000°N,132.000°E  | Mar de Làptev                | |
| 71° 16′ N, 132° 0′ E / 71.267°N,132.000°E | Rússia                       | Sakhà Krai de Khabàrovsk — des de 58° 3′ N, 132° 0′ E / 58.050°N,132.000°E Sakhà — des de 57° 46′ N, 132° 0′ E / 57.767°N,132.000°E Krai de Khabàrovsk — des de 57° 40′ N, 132° 0′ E / 57.667°N,132.000°E Óblast de l'Amur — des de 55° 42′ N, 132° 0′ E / 55.700°N,132.000°E Krai de Khabàrovsk — des de 54° 56′ N, 132° 0′ E / 54.933°N,132.000°E Óblast de l'Amur — des de 53° 9′ N, 132° 0′ E / 53.150°N,132.000°E Krai de Khabàrovsk — des de 51° 46′ N, 132° 0′ E / 51.767°N,132.000°E Província Autònoma dels Hebreus — des de 49° 23′ N, 132° 0′ E / 49.383°N,132.000°E |
| 47° 42′ N, 132° 0′ E / 47.700°N,132.000°E | República Popular de la Xina | Heilongjiang |
| 45° 15′ N, 132° 0′ E / 45.250°N,132.000°E | Rússia                       | Krai de Primórie — Passa a l'est de Vladivostok (a 43° 7′ N, 131° 54′ E / 43.117°N,131.900°E) |
| 43° 6′ N, 132° 0′ E / 43.100°N,132.000°E  | Mar del Japó                 | Passa a l'est de les roques de Liancourt (a 37° 14′ N, 131° 52′ E / 37.233°N,131.867°E) |
| 34° 51′ N, 132° 0′ E / 34.850°N,132.000°E | Japó                         | Illa de Honshū — Prefectura de Shimane — Prefectura de Yamaguchi — des de 34° 22′ N, 132° 0′ E / 34.367°N,132.000°E |
| 33° 54′ N, 132° 0′ E / 33.900°N,132.000°E | Mar Interior de Seto         | |
| 33° 19′ N, 132° 0′ E / 33.317°N,132.000°E | Canal de Bungo               | |
| 33° 5′ N, 132° 0′ E / 33.083°N,132.000°E  | Japó                         | Illa de Kyūshū, Prefectura d'Ōita |
| 32° 49′ N, 132° 0′ E / 32.817°N,132.000°E | Oceà Pacífic                 | Passa a l'est de l'illa de Pulo Anna, República de Palau (a 4° 39′ N, 131° 58′ E / 4.650°N,131.967°E) |
| 0° 33′ S, 132° 0′ E / 0.550°S,132.000°E   | Indonèsia                    | Illa de Nova Guinea |
| 1° 59′ S, 132° 0′ E / 1.983°S,132.000°E   | Basdia de Berau              | |
| 2° 46′ S, 132° 0′ E / 2.767°S,132.000°E   | Indonèsia                    | Illa de Nova Guinea |
| 2° 54′ S, 132° 0′ E / 2.900°S,132.000°E   | Mar de Ceram                 | |
| 5° 18′ S, 132° 0′ E / 5.300°S,132.000°E   | Indonèsia                    | Illa de Kur |
| 5° 22′ S, 132° 0′ E / 5.367°S,132.000°E   | Mar de Banda                 | |
| 6° 59′ S, 132° 0′ E / 6.983°S,132.000°E   | Indonèsia                    | Illa de Fordata |
| 7° 0′ S, 132° 0′ E / 7.000°S,132.000°E    | Mar d'Arafura                | Passa a l'est de l'illa de Larat, Indonèsia (a 7° 12′ S, 131° 59′ E / 7.200°S,131.983°E) |
| 11° 7′ S, 132° 0′ E / 11.117°S,132.000°E  | Austràlia                    | Territori del Nord — Península de Cobourg |
| 11° 26′ S, 132° 0′ E / 11.433°S,132.000°E | Golf de Van Diemen           | |
| 12° 17′ S, 132° 0′ E / 12.283°S,132.000°E | Austràlia                    | Territori del Nord Austràlia Meridional — des de 26° 0′ S, 132° 0′ E / 26.000°S,132.000°E |
| 31° 52′ S, 132° 0′ E / 31.867°S,132.000°E | Oceà Índic                   | Les autoritats australianes consideren això com a part de l'oceà Antàrtic[3][4] |
| 60° 0′ S, 132° 0′ E / 60.000°S,132.000°E  | Oceà Antàrtic                | |
| 66° 11′ S, 132° 0′ E / 66.183°S,132.000°E | Antàrtida                    | Territori Antàrtic Australià, reclamat per Austràlia |